# Бред Фалчак
Бредли Даглас Фалчак (енгл. Bradley Douglas Falchuk; Њутон, 1. март 1971) амерички је телевизијски сценариста, редитељ и продуцент. Познат је по раду с Рајаном Марфијем на серијама Гли (2009—2015), Америчка хорор прича (2011—данас), Краљице вриска (2015—2016) и Поза (2018—2021). Ожењен је глумицом Гвинет Палтроу.

## Биографија
Рођен је 1. марта 1971. у Њутону. Одрастао је у јеврејској породици. У средњој школи, покушавао је да се издвоји од својих другова из разреда носећи кравату сваки дан у школу. Играо је бејзбол, кошарку и лакрос. Изјавио је: „Увек сам покушавао да изгледам паметно јер се нисам осећао паметно”. Имао је недијагностиковану дислексију.
Године 1994. ступио је у везу са Сузаном Букиник. Венчали су се 2002. и имају двоје деце. Развели су се 2013. Године 2010. упознао је Гвинет Палтроу на снимању серије Гли, а 2014. ступају у везу. Пар је објавио јавности своју везу у априлу 2015. на рођенданској забави након вишемесечних спекулација. Верили су се 8. јануара 2018. Венчали су се 29. септембра 2018. на Лонг Ајленду.

## Рад

### Сценариста/продуцент
- Мутанти икс (2001)
- Земља: Последњи сукоб (2001—2002)
- Режи ме (2004—2010)
- Гли (2009—2015)
- Америчка хорор прича (2011—данас)
- Краљице вриска (2015—2016)
- Америчка крими прича (2017—данас)
- 911 (2018—данас)
- Поза (2018—2021)
- Политичар (2019—2020)
- 911: Тексас (2020—данас)
- Америчке хорор приче (2021—данас)
- Браћа Сан (2024)